# Ehenbichl
Ehenbichl è un comune austriaco di 829 abitanti nel distretto di Reutte, in Tirolo.